# John Dexter (Regisseur)
John Dexter (* 2. August 1925 in Derby, Derbyshire; † 23. März 1990 in London) war ein britischer Regisseur für Theater, Film und Oper.

## Leben
Dexter verließ die Schule mit vierzehn Jahren um als Freiwilliger in der britischen Armee zu dienen. Nach dem Zweiten Weltkrieg wurde er Schauspieler, wandte sich dann aber Produktion und Regie zu und war ab 1957 Associate Director der English Stage Company. Sein erster großer Erfolg war die Inszenierung von Roots von Arnold Wesker 1959 mit Joan Plowright. 1960 inszenierte er Toys in the Attic von Lillian Hellman mit Wendy Hiller und 1963 die Heilige Johanna (Saint Joan) von George Bernard Shaw. 1964 wurde er Associate Director des National Theatre of Great Britain und produzierte The Royal Hunt of the Sun von Peter Shaffer um die Eroberung von Peru durch Pizarro. Außerdem inszenierte er 1964 Othello von Shakespeare mit Laurence Olivier, Frank Finlay und Maggie Smith, was ein großer Erfolg wurde. So gab es eine Plattenaufnahme bei RCA und 1965 eine Verfilmung der Produktion durch Stuart Burge.
Weitere Erfolge waren sein Hamlet von 1969 (mit der Musik von Conrad Susa) und Equus von Peter Shaffer, einer seiner größten Erfolge. 1973 inszenierte er The Party von Jane Arden (der letzte Bühnenauftritt von Laurence Olivier), 1975 Phaedra Britannica (mit Diana Rigg), 1979 Wie es euch gefällt mit der Musik von Harrison Birtwistle, 1977 The Merchant (aka Shylock), 1980 Leben des Galilei von Brecht mit Michael Gambon und 1988 Julius Caesar.
Ab 1963 inszenierte er auch am Broadway, so Equus 1974, The Royal Hunt of the Sun 1965, Black Comedy/White Lies 1967, Die Glasmenagerie von Tennessee Williams (1983 mit Jessica Tandy), Madama Butterfly von Puccini 1988 (ebenfalls ein großer Erfolg) und als letzte Inszenierung seiner Inszenierungen überhaupt die Dreigroschenoper von Bertolt Brecht und Kurt Weill 1989 (mit Sting als Macheath).
Sein Filmdebüt war The Virgin Soldiers mit Lynn Redgrave (1969), gefolgt von The Sidelong Glances of a Pigeon Kicker (aka The Pidgeons 1970) mit Elaine Stritch und I want what I want (1972). Außerdem inszenierte er Twelfth Night für Granada Television 1969 (mit Alec Guinness, Ralph Richardson).
Seine erste Oper inszenierte Dexter 1966 in Coven Garden (Benvenuto Cellini mit Nicolai Gedda). 1969 bis 1973 inszenierte er mehrere Opern an der Hamburger Staatsoper (unter anderem Verdis Maskenball 1973 mit Luciano Pavarotti und Sherrill Milnes) und er war 1974 bis 1981 leitender Regisseur der Metropolitan Opera in New York (Director of Production) und danach bis 1984 Berater. 1973 inszenierte er die Teufel von Loudun im Sadler’s Wells in London, er inszenierte für die Pariser Oper und die Oper in Zürich (Nabucco 1986).
1958 wurde er wegen homosexueller Annäherung an einen Jungen, der in einem seiner Stücke mitgespielt hatte, zu einem halben Jahr Gefängnis verurteilt.
1975 erhielt er den Tony Award für die Regie in Equus und 1988 nochmals für Madame Butterfly (außerdem wurde er 1967 nominiert für Black Comedy/White Lies). 1978 erhielt er den Hamburger Shakespeare-Preis.
Seine Autobiographie The Honorouble Beast erschien postum 1993 in London.